# Tir aux armes réglementaires
Le tir aux armes réglementaires (TAR) est une discipline de tir sportif, qui combine vitesse et précision. Cette discipline se déroule sous l'égide de la Fédération française de tir.

## Historique
La discipline a été créée le 26 janvier 2005 par la signature d'une convention entre la Fédération française de tir, l'Union nationale des officiers de réserve (UNOR) et la Fédération nationale des associations de sous-officiers de réserve (FNASOR),.

## Utilisation
Le tir aux armes réglementaires, n'est pas une discipline olympique. Pour se qualifier au championnat de France, il existe des quotas dans lesquels doivent entrer les tireurs à la suite de leurs prestations aux championnats départementaux et régionaux.

## Armes autorisées
La Fédération française de tir met à disposition la réglementation de cette discipline comprenant notamment la liste des armes autorisées pour participer à chaque épreuve :
- pistolet ;
- revolver ;
- armes militaires qui n’ont pas été modifiées ;
- armes authentiques (Luger P08, Walther P38, Tokarev TT 33, Colt M1911, etc.) ;
- fusil à répétition manuelle (Mauser 98, MM 1889, MAS 36) utilisant des munitions de type .303 British, 7,5 mm, etc. ;
- fusil semi-automatique gros calibre (AK-47, M1 Garand, MAS 49) utilisant des munitions de type M 43 et 7,62 × 51 mm OTAN ;
- fusil semi-automatique petit calibre (AK-74, Colt M16, FAMAS) utilisant des munitions de type .223 Remington, M 74, 5,6 mm Suisse ;
- fusil modifié ;
- une large gamme de fusils, carabines, pistolets et revolvers utilisant des munitions 22 long rifle ;
- pistolet semi-automatique Glock 17 ;
- carabines type AR-15.

## Liste des épreuves

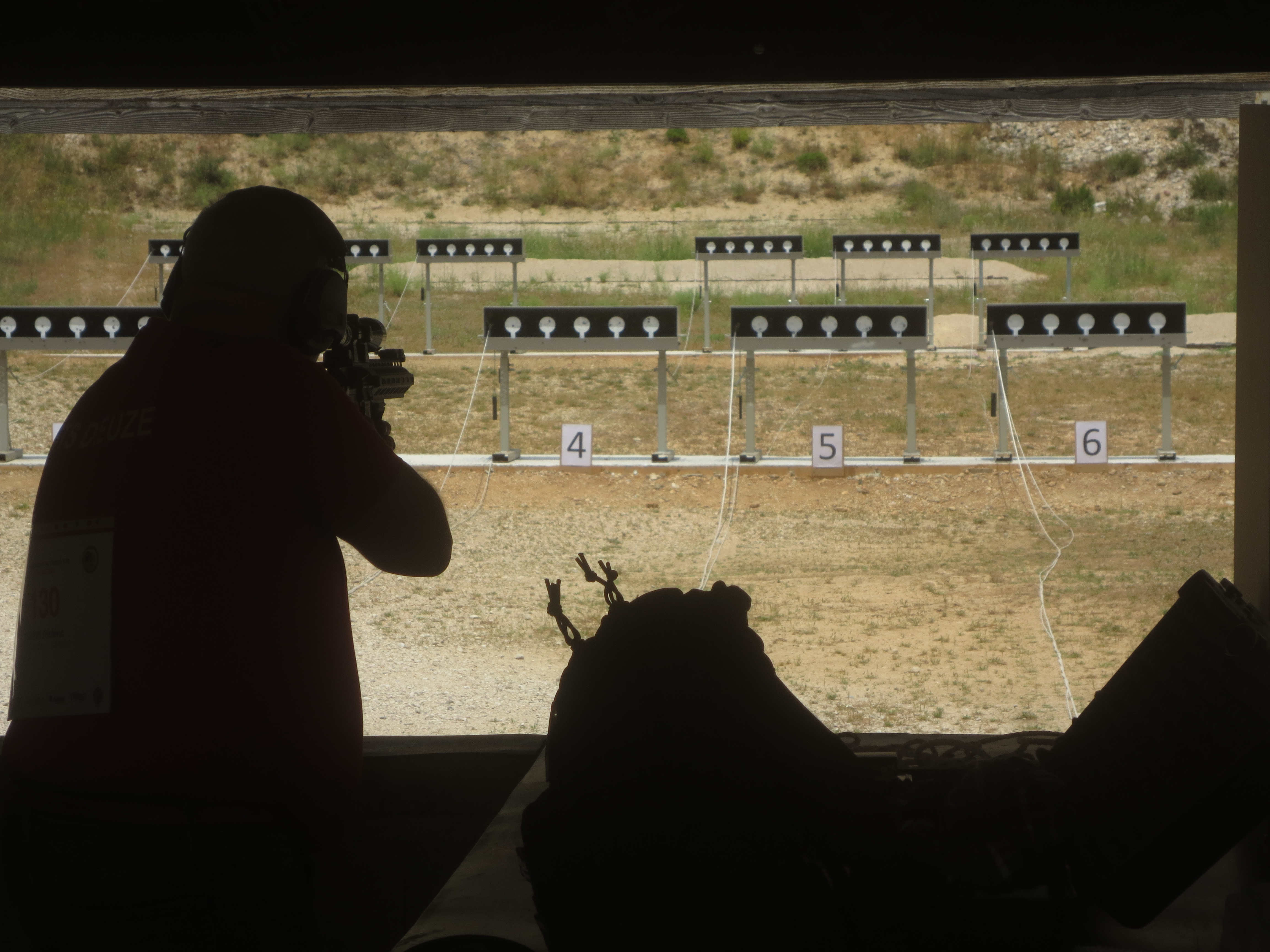
Cibles basculantes à 25 et 50 mètres pour l'épreuve 821.

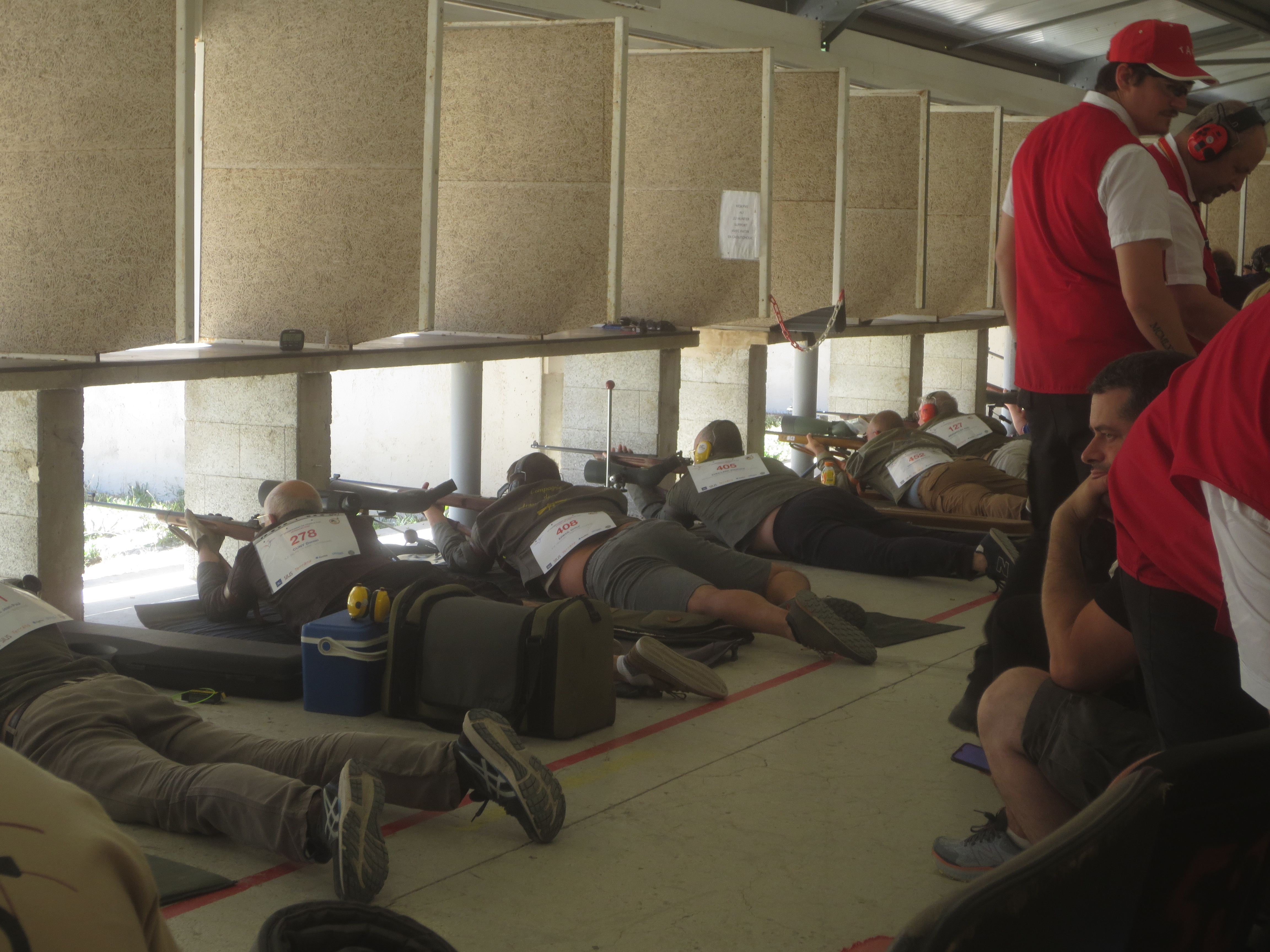
Tireurs de l'épreuve 820 en position couchée.

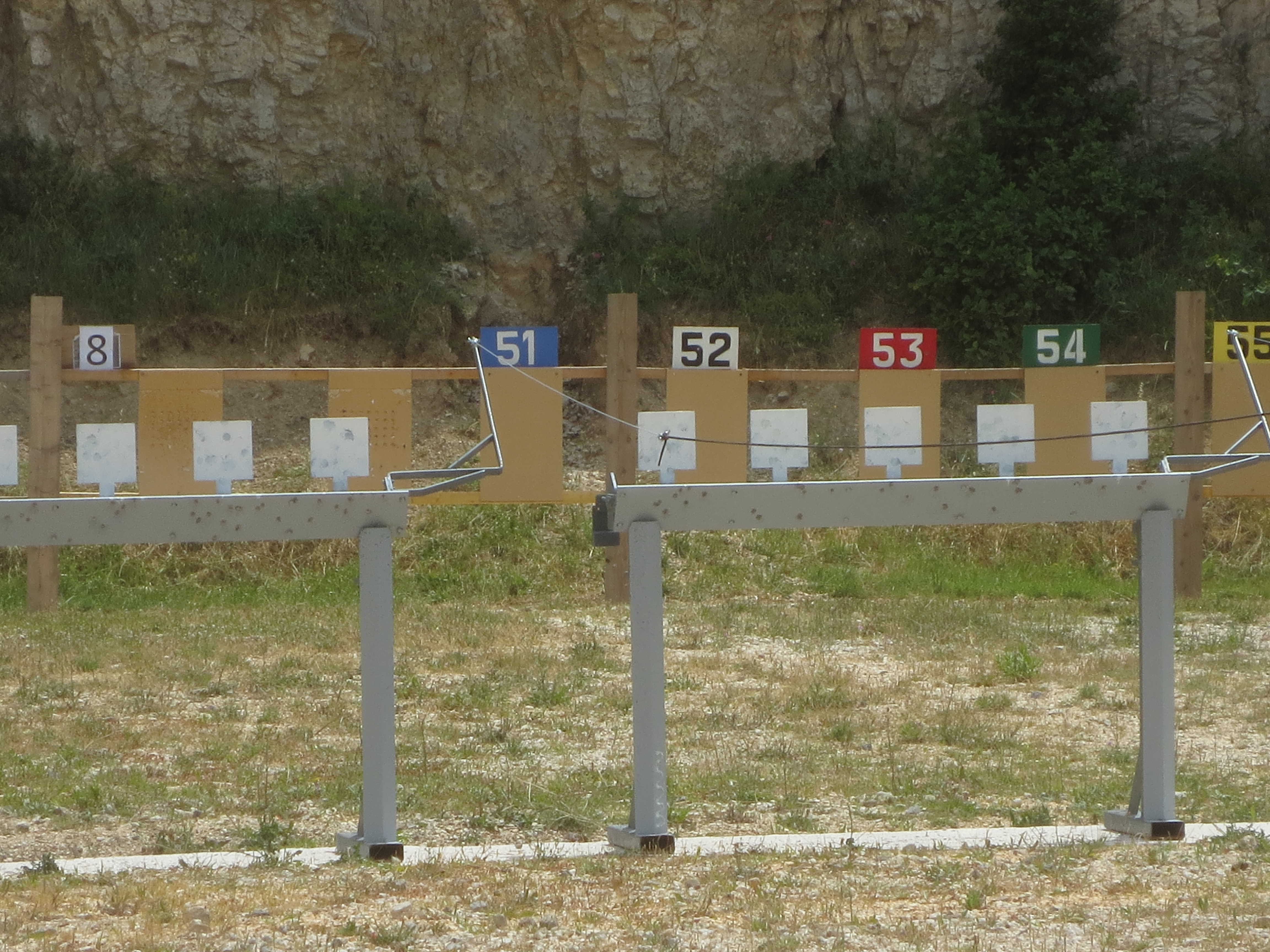
Gongs métalliques à 25 mètres pour les épreuves 830 et 832.

Selon la description du règlement de la Fédération française de tir.

### Armes d'épaule

#### Tir à 200 mètres sur cible C 200
- 810 Armes à répétition manuelle, version d'origine.
- 811 Armes à répétition et semi-automatiques modifiées réglementairement, gros calibre.
- 812 Armes à répétition et semi-automatiques modifiées réglementairement, gros calibre.
- 813 Challenge armes à répétition manuelle ou semi-automatiques ou modifiées, assis S3 (catégorie licence) et handis (toutes catégories).
- 816 Armes semi-automatiques, version d’origine en 222 et 223 Remington.

#### Tir à 25 et 50 mètres sur cibles basculantes
- 821 épreuve carabines semi-automatiques : une série de 10 tirs d'essais en 30 s, puis deux séries de 10 tirs en 30 s et deux séries de 10 tirs en 20 s.

#### Tir à 50 mètres sur cible C 50
- 820 Armes mono coup d'initiation ou à répétition manuelle, version d'origine en .22lr : cinq tirs d'essais en position couchée en 5 min, suivis de dix tirs de précision en 7 min en position couchée puis dix tirs de vitesse en 5 min en position debout.
- 822 Armes mono coup d’initiation ou à répétition manuelle, armes militaire match, version d’origine en .22lr : position assise, cinq tirs d'essais suivis de dix tirs de précision en 5 min assis coudes sur appui puis dix tirs de vitesse en 5 min sans appui.
- 823 Armes militaire match, version d'origine en .22lr : cinq tirs d'essais en position couchée en 5 min, suivis de dix tirs de précision en 7 min en position couchée puis dix tirs de vitesse en 5 min en position debout.

### Armes de poing

#### Tir à 25 mètres
- 830 Pistolet-revolver : tir de précision à une main sur cibles C50 et tir de vitesse sur gongs métalliques à une ou deux mains.
- 831 Vitesse réglementaire : tir de vitesse sur une cible de vitesse ISSF.
- 832 Pistolet-revolver armes authentiques : tir de précision à une main sur cibles C50 et tir de vitesse sur gongs métalliques à une ou deux mains.